# Baja California
Baja California ligger på den Californiske Halvø og er en stat i det vestlige Mexico på nordenden af halvøen, ofte med tilføjelsen Norte for at undgå forvekslinger med det mexicanske navn for halvøen, som også er Baja California. Mod nord grænser staten op til USA, mod vest til Stillehavet, mod øst til Sonora og Cortezhavet, og mod syd til Baja California Sur.
Staten havde i 2001 et anslået indbyggertal på 2,6 millioner, langt flere end i Baja California Sur. Mere end 75 procent af indbyggerne bor i byerne statens hovedstad Mexicali, og Tijuana.

## Historieuddrag
- 1690'erne-1700'erne: Spanierne bosætter sig i Californien.
- 1804: Den spanske koloni Californien opdeles i Alta ("høj") og Baja ("lav") California, på det sted hvor franciskaner-missionerne i nord møder dominikaner-missionerne i syd.
- I 1850, efter Alta California er blevet annekteret af USA som staten Californien, bliver Baja California yderligere opdelt i et nordligt og et sydligt territorium.
- 1952: Det nordlige territorium Baja California bliver Mexicos 29. stat, Baja California.
- 1974: Det sydlige territorium Baja California bliver den 31. stat, Baja California Sur.

## Kommuner
Baja California er opdelt i fem kommuner: Ensenada, Mexicali, Playas de Rosarito, Tecate, og Tijuana.

## Ekstern henvisning
- Wikimedia Commons har flere filer relateret til Baja California
- Baja Californias regeringhjemmeside (på spansk og delvist på engelsk)